# VAT Copenhagen
VAT Copenhagen (i daglig tale VAT, tidligere Vestegnens Aqua Team)  er en dansk svømmeforening på den københavnske vestegn. Foreningen blev dannet i 1989 som en eliteoverbygning, et såkaldt startfællesskab, på svømmeklubberne VI39 (Vallensbæk), AIF (Albertslund) og TIK (Taastrup). Dengang hed startfælleskabet VAT89. Navnet var dannet af klubbernes begyndelsesbogstaver og årstallet for dannelsen. I 2004 trådte yderligere to svømmeklubber ind i startfælleskabet: Glostrup Svømme Klub og Vest Brøndby. Sidstnævnte trådte dog ud igen året efter, da startfælleskabet blev til en selvstændig forening 1. august 2005, og samtidig skiftede navn til "Vestegnens Aqua Team". I 2012 indtrådte klubben MK31, og navnet blev ændret til "VAT Copenhagen".

## Elitesvømmere fra VAT[2]
- Jakob Andkjær
- Annette Poulsen
- Magnus Jákupsson
- Daniel Skaaning
- Mads Glæsner (Er i udlandet)